# Formula Renault 3.5 Series 2006
Navigation
2005 2007

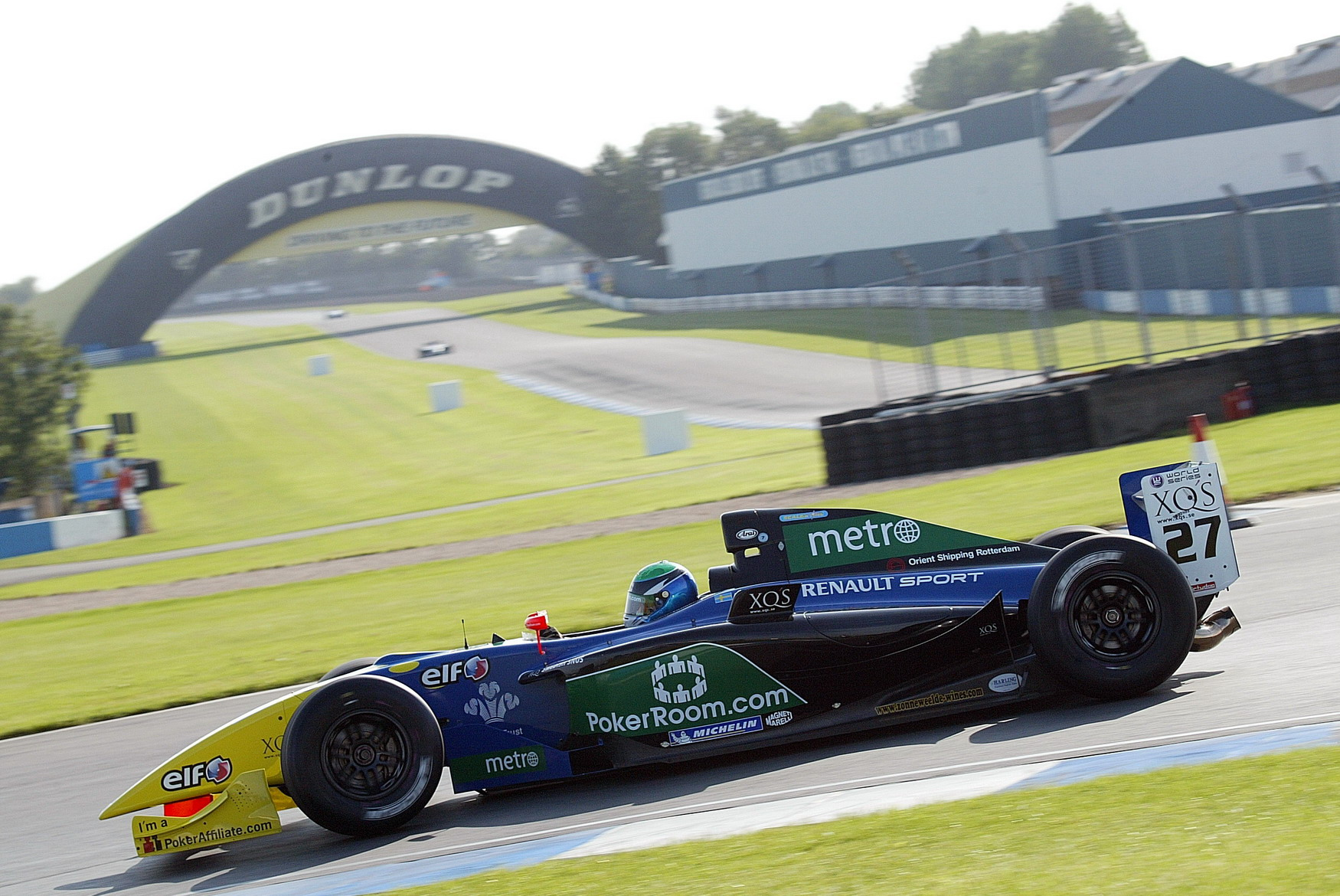
Alx Danielsson, champion des World Series by Renault, édition 2006.

Le championnat de Formula Renault 3.5 Series 2006 s'est déroulé au sein des World Series by Renault et a été remporté par le Suédois Alx Danielsson sur une monoplace de l'écurie Comtec Racing.

## Règlement sportif
- L'attribution des points s'effectue selon le barème 15,12,10,8,6,5,4,3,2,1
- L'auteur de la pole position inscrit 1 point
- L'auteur du meilleur tour en course inscrit 1 point

## Courses de la saison 2006
| Date         | Lieu              | Vainqueur           | Nationalité | Equipe              |
| 29 avril     | Zolder            | Eric Salignon       | France      | Interwetten         |
| 30 avril     | Zolder            | Eric Salignon       | France      | Interwetten         |
| 28 mai       | Monaco            | Pastor Maldonado    | Venezuela   | Draco               |
| 17 juin      | Istanbul          | Andy Soucek         | Espagne     | Interwetten         |
| 18 juin      | Istanbul          | Alvaro Parente      | Portugal    | Victory Engineering |
| 15 juillet   | Misano            | Ben Hanley          | Royaume-Uni | Cram Competition    |
| 16 juillet   | Misano            | Sebastian Vettel    | Allemagne   | Carlin Motorsport   |
| 28 juillet   | Spa-Francorchamps | Pastor Maldonado    | Venezuela   | Draco               |
| 29 juillet   | Spa-Francorchamps | Borja Garcia        | Espagne     | RC Motorsport       |
| 5 août       | Nürburgring       | Alvaro Parente      | Portugal    | Victory Engineering |
| 6 août       | Nürburgring       | Christian Montanari | Saint-Marin | Prema Powerteam     |
| 9 septembre  | Donington         | Alx Danielsson      | Suède       | Comtec Racing       |
| 10 septembre | Donington         | Alx Danielsson      | Suède       | Comtec Racing       |
| 30 octobre   | Le Mans           | Alx Danielsson      | Suède       | Comtec Racing       |
| 1er novembre | Le Mans           | Pastor Maldonado    | Venezuela   | Draco               |
| 28 octobre   | Barcelone         | Alx Danielsson      | Suède       | Comtec Racing       |
| 29 octobre   | Barcelone         | Alvaro Parente      | Portugal    | Victory Engineering |

Note : La première course du week-end à Misano avait été remportée par Pastor Maldonado devant Ben Hanley et Sebastian Vettel. À la suite de la disqualification de Maldonado et de la pénalité en temps infligée à Hanley à l'issue de la course, la victoire fut accordée à Vettel. Les deux pilotes déclassés firent appel, appel jugé en janvier 2007 : la fédération italienne confirma la disqualification de Maldonado mais elle supprima la pénalité de Hanley et le déclara donc vainqueur. Au-delà du résultat de la course, le verdict était décisif quant à l'attribution du titre de champion puisque si la disqualification de Maldonado avait été supprimée, il aurait ravi sur tapis vert le titre à Alx Danielsson.

## Classement des pilotes
| Classement | Pilote              | Pays               | Équipe                                       | Nombre de points |
| ---------- | ------------------- | ------------------ | -------------------------------------------- | ---------------- |
| 1er        | Alx Danielsson      | Suède              | Comtec Racing                                | 112              |
| 2e         | Borja Garcia        | Espagne            | RC Motorsport                                | 107              |
| 3e         | Pastor Maldonado    | Venezuela          | Draco                                        | 102              |
| 4e         | Andy Soucek         | Espagne            | Interwetten                                  | 99               |
| 5e         | Alvaro Parente      | Portugal           | Victory Engineering                          | 94               |
| 6e         | Sean McIntosh       | Canada             | KTR                                          | 63               |
| 7e         | Christian Montanari | Saint-Marin        | Prema Powerteam                              | 58               |
| 8e         | Ben Hanley          | Royaume-Uni        | Cram Competition                             | 55               |
| 9e         | Eric Salignon       | France             | Interwetten                                  | 48               |
| 10e        | Davide Valsecchi    | Italie             | Epsilon Euskadi                              | 43               |
| 11e        | Mikhail Aleshin     | Russie             | Carlin Motorsport                            | 41               |
| 11e        | Miloš Pavlović      | Serbie             | Cram Competition, EuroInternational et Draco | 41               |
| 13e        | James Rossiter      | Royaume-Uni        | Pons Racing                                  | 33               |
| 13e        | Adrian Zaugg        | Afrique du Sud     | Carlin Motorsport                            | 33               |
| 15e        | Sebastian Vettel    | Allemagne          | Carlin Motorsport                            | 28               |
| 16e        | Ryo Fukuda          | Japon              | Tech 1 Racing                                | 30               |
| 17e        | Robbie Kerr         | Royaume-Uni        | KTR                                          | 20               |
| 18e        | Colin Fleming       | États-Unis         | Carlin Motorsport                            | 19               |
| 19e        | Tristan Gommendy    | France             | Pons Racing                                  | 16               |
| 20e        | Steven Kane         | Royaume-Uni        | Epsilon Euskadi                              | 15               |
| 21e        | Patrick Pilet       | France             | GD Racing et Tech 1 Racing                   | 14               |
| 22e        | Franck Perera       | France             | Interwetten                                  | 13               |
| 23e        | Hayanari Shimoda    | Japon              | Victory Engineering                          | 12               |
| 24e        | Celso Miguez        | Espagne            | Pons Racing et Comtec Racing                 | 11               |
| 25e        | Gregory Franchi     | Belgique           | Prema Powerteam                              | 10               |
| 26e        | Álvaro Barba        | Espagne            | Jenzer Motorsport                            | 9                |
| 26e        | Enrico Toccacelo    | Italie             | EuroInternational                            | 9                |
| 28e        | Jaap Van Lagen      | Pays-Bas           | Comtec Racing                                | 8                |
| 29e        | Bruce Jouanny       | France             | RC Motorsport                                | 7                |
| 30e        | Tomas Kostka        | République tchèque | Draco                                        | 5                |
| 30e        | Marco Bonanomi      | Italie             | Tech 1 Racing                                | 5                |
| 32e        | Miguel Molina       | Espagne            | GD Racing                                    | 1                |